# Monastère de Valaam
Le monastère de Valaam (en russe : Валаамский монастырь) ou monastère de Valamo (en finnois : Valamon luostari) est un monastère orthodoxe russe situé sur l'île de Valaam dans l'archipel de Valaam à l'extrême nord du lac Ladoga en Carélie (Nord-Ouest de la Russie).

## Histoire

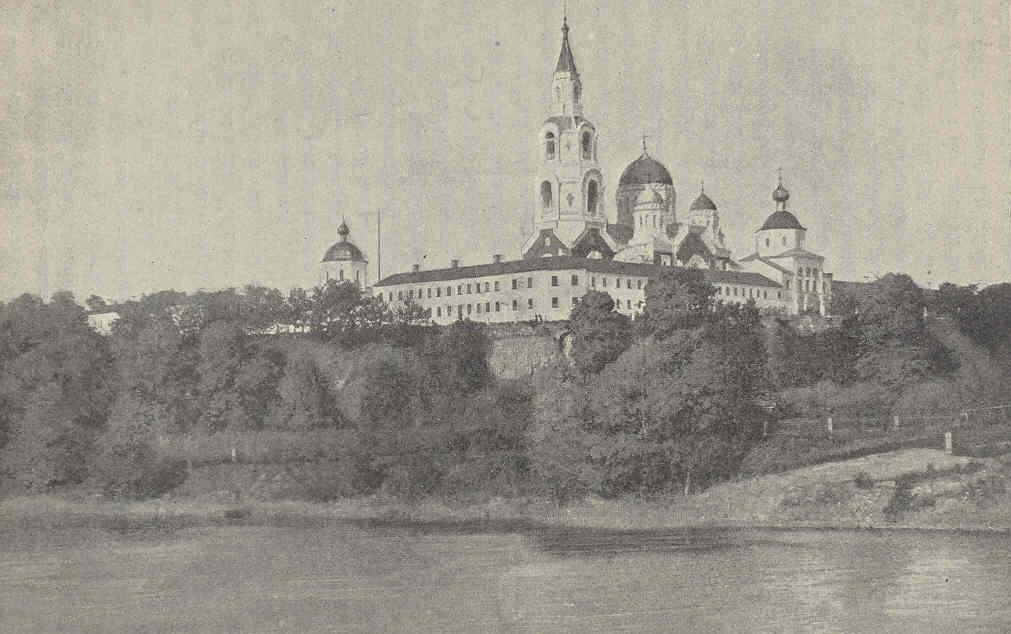
Le monastère de Valaam en 1901.

L’histoire du monastère remonte au moins au XIe siècle lorsque des moines grecs, dont saint Serge (en) et saint Herman (en), s’installèrent dans l’île. Ce sont eux qui auraient fondé le monastère de Valaam mais ses moines affirment que cette fondation remonterait en réalité à l'aube de l'ère chrétienne. Saint Abraham, fondateur et premier archimandrite du monastère de l'Épiphanie à Rostov Veliki, serait venu à Valaam en 960 pour y être baptisé. Le nom remonte au finnois « valam » signifiant « haute terre des montagnes ». Les moines avaient trouvé cette résonance en harmonie avec le nom du prophète biblique et le lieu fut ainsi baptisé. 
Serge de Valaam, moine grec, évangélisateur de la Carélie, serait à son origine. La date varie entre 960 et 1393. Dans le dernier cas, Serge de Valaam serait le grand refondateur.
Germain d'Alaska (1750-1836), moine russe orthodoxe, formé au Monastère de Valaam, missionnaire en Alaska, considéré par de nombreux orthodoxes américains comme le saint patron de l'Amérique du Nord, ne saurait être un des pères fondateurs de ce même monastère.
Le monastère a vécu son lot d’épreuves : incendies, attaques de vikings, tueries, pillages, épidémies... La vie des moines se stabilise tant soit peu au XIXe siècle quand de nombreuses constructions en pierre renforcent l’aménagement général. Le monastère connaît son second âge d’or (après celui du XVIe siècle) au milieu du XIXe siècle lorsque de nombreuses églises, chapelles et ermitages sont construits, des ateliers de joaillerie et de peinture créés. Son rayonnement spirituel a été considérable.
Après la révolution d'Octobre (1917), l’île de Valaam est intégrée à la Finlande, un État issu de l’Empire russe. Les moines fuient le monastère en février 1940 lors de la guerre d'Hiver et de l'annexion soviétique, pour aller fonder le monastère de Nouveau Valamo à Heinävesi, en Finlande orientale. Dans les années 1940, l'ancien monastère abrite une exploitation auxiliaire d’une usine de pâtes. Dans les années 1950, les cellules du monastère et les ermitages accueillent un hospice d’invalides de guerre, puis l’île abrite une base militaire. Après la dislocation de l'URSS, les lieux sont rendus à l’Église orthodoxe russe et le monastère est restauré.

## Vie monacale
Saint Ignace Briantchaninov notait en 1846 que « Valaam est un monastère classé en première catégorie, il est dirigé par un higoumène élu par la communauté et confirmé par le métropolite de Saint-Pétersbourg » et que « dans son organisation monastique, Valaam est une réplique vivante de l’Église primitive. 
Il abrite tous les types de moines répertoriés dans l’Église Orthodoxe, cénobites, habitants de skite, ermites et anachorètes. »
La vie monastique a repris le 14 décembre 1989 avec l'arrivée d'une mission de six moines venus s'installer dans les ruines du monastère dans le but de le faire renaître et de renouer avec une tradition multiséculaire. Trois ans plus tard, le monastère fut officiellement « remis » à l’Église orthodoxe russe. 
Il attire des visiteurs et des pèlerins en nombre croissant. La règle en vigueur, assez stricte, est celle des monastères du mont Athos en Grèce où le temps diurne se décompose en périodes alternées de travail et de prière, le travail faisant intégralement partie du cheminement spirituel. 

## Patrimoine artistique

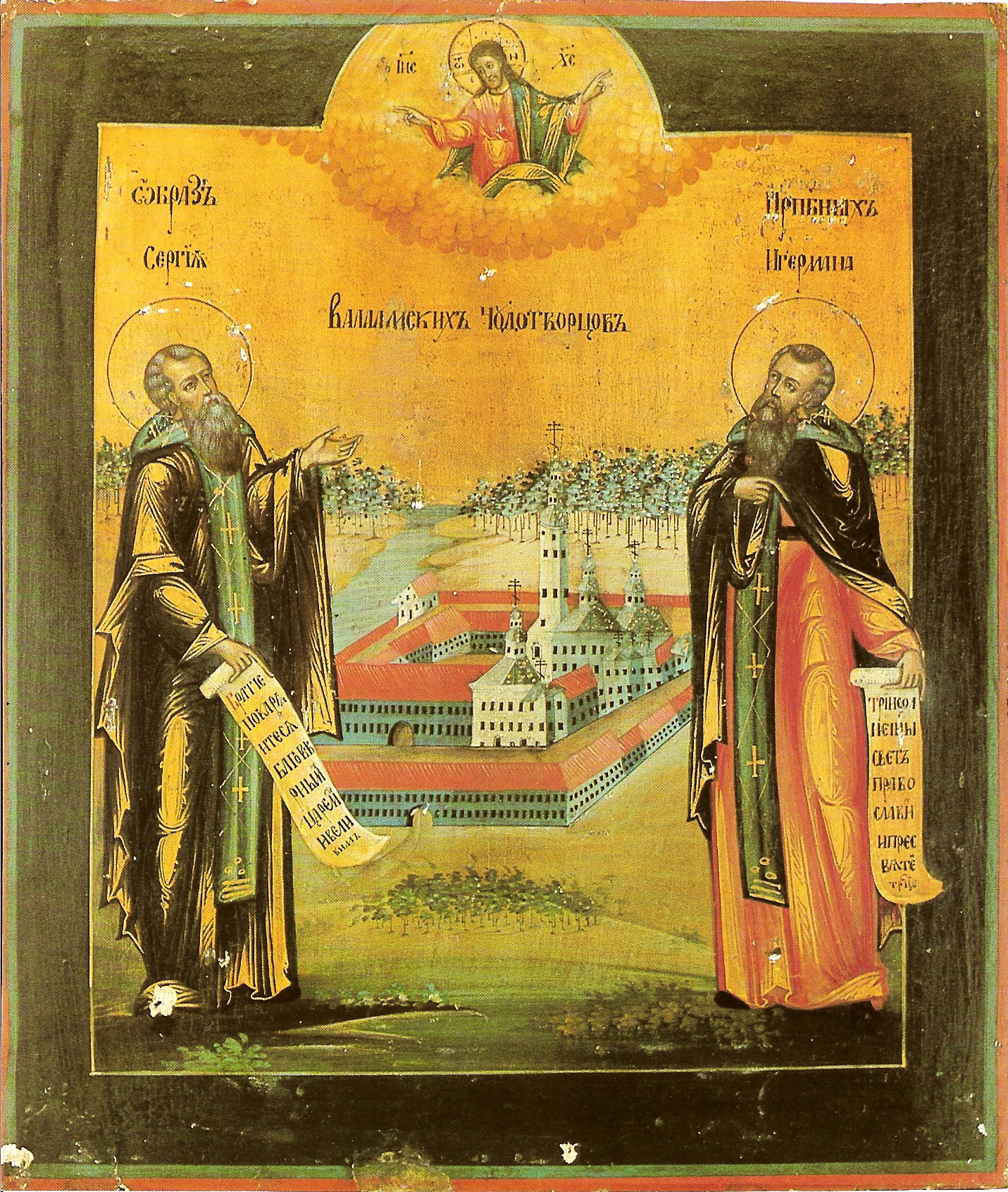
Icône du XIXe siècle représentant le monastère avec Saint-Serge à gauche et Saint-Germain (ou Herman) de Valaam à droite.

Le monastère est en cours de restauration. Le monastère abrite sept églises dont une église cathédrale. 
Les moines ont su conserver depuis la fondation du monastère, au XIe siècle, un chant religieux d'origine byzantine, le Chant Znamenny dont la réputation est désormais mondiale.

## Galerie

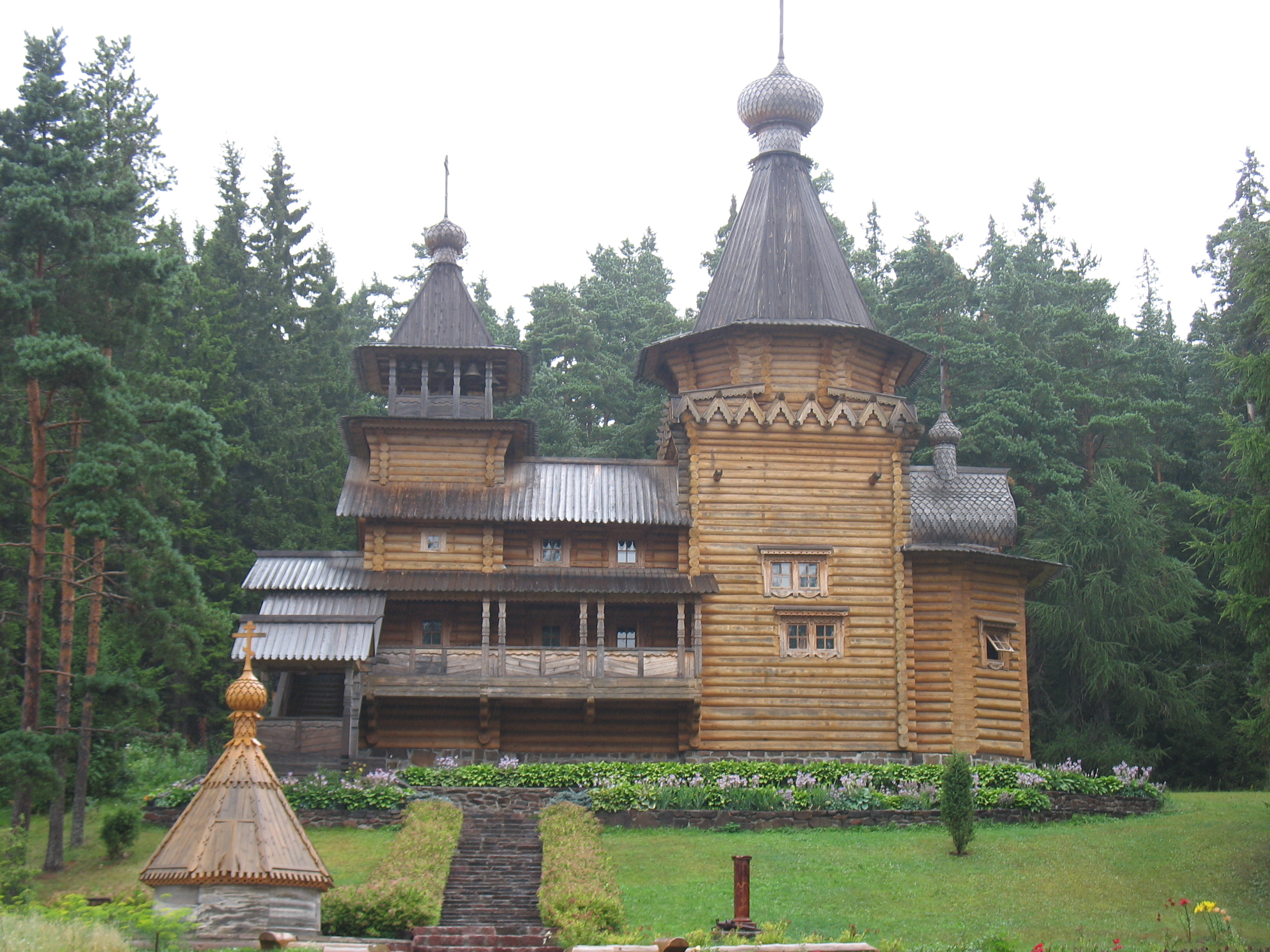
Skite du Saint Prophète Elie.
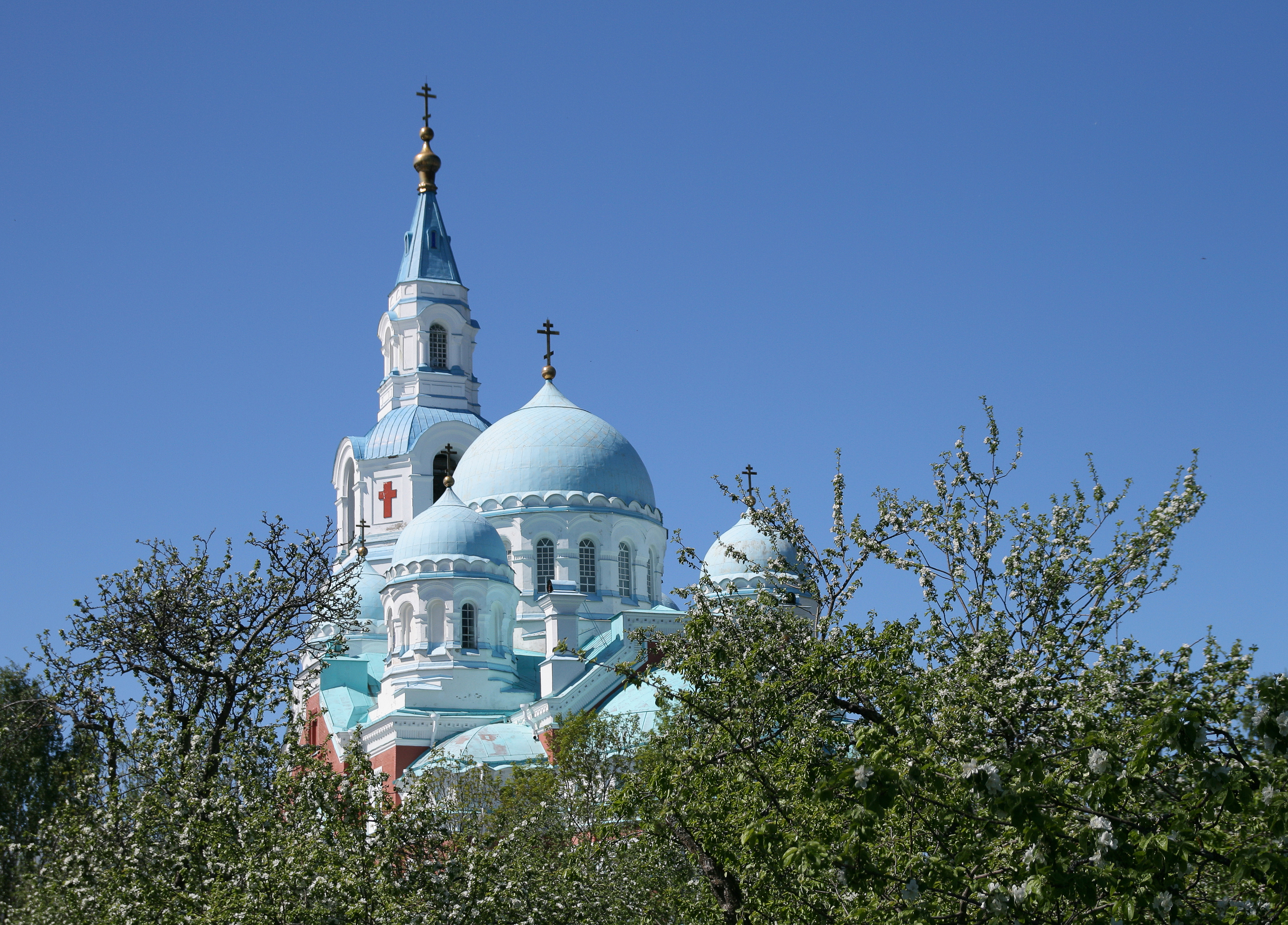
Cathédrale de la Transfiguration du Seigneur.
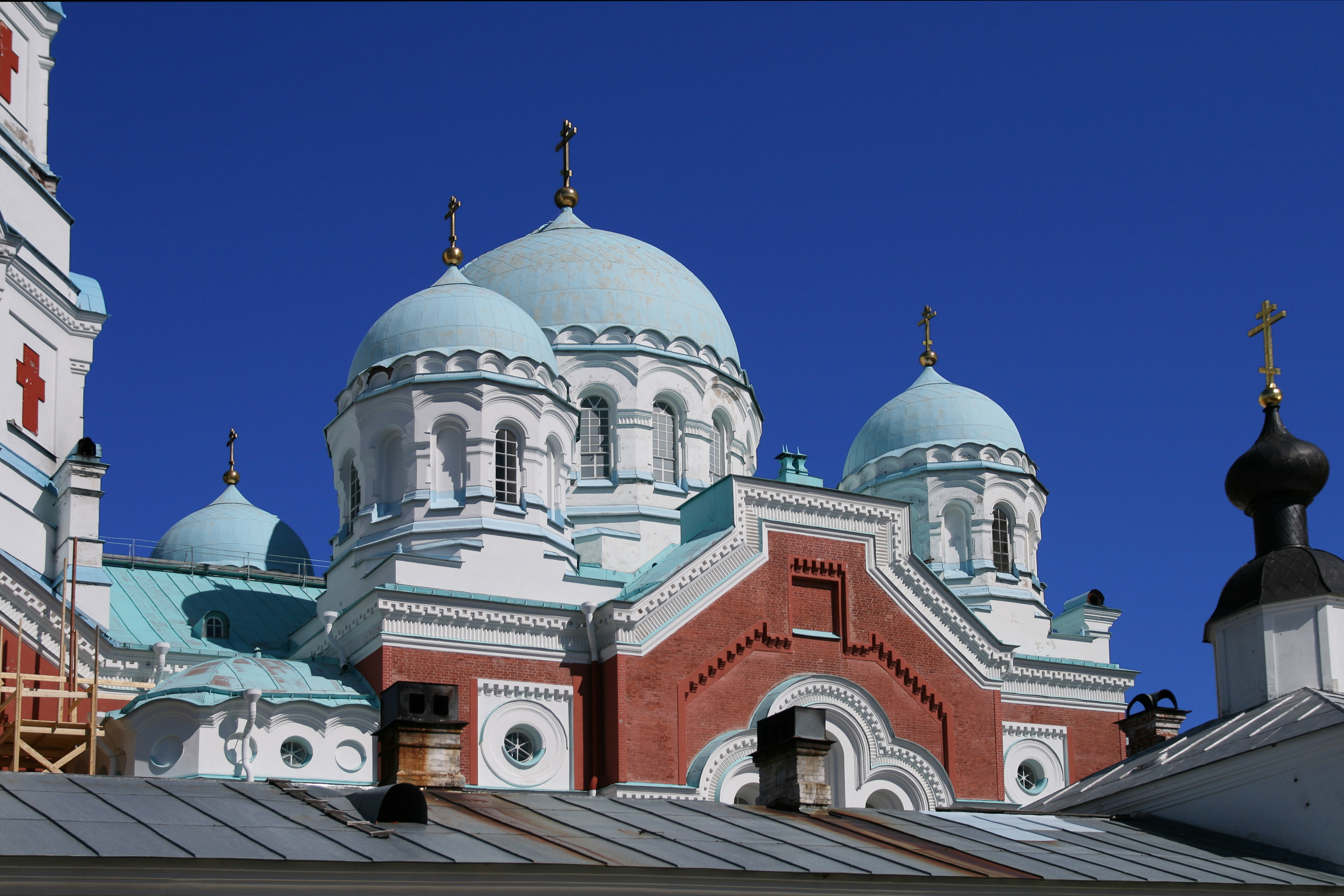
Cathédrale de la Transfiguration du Seigneur.
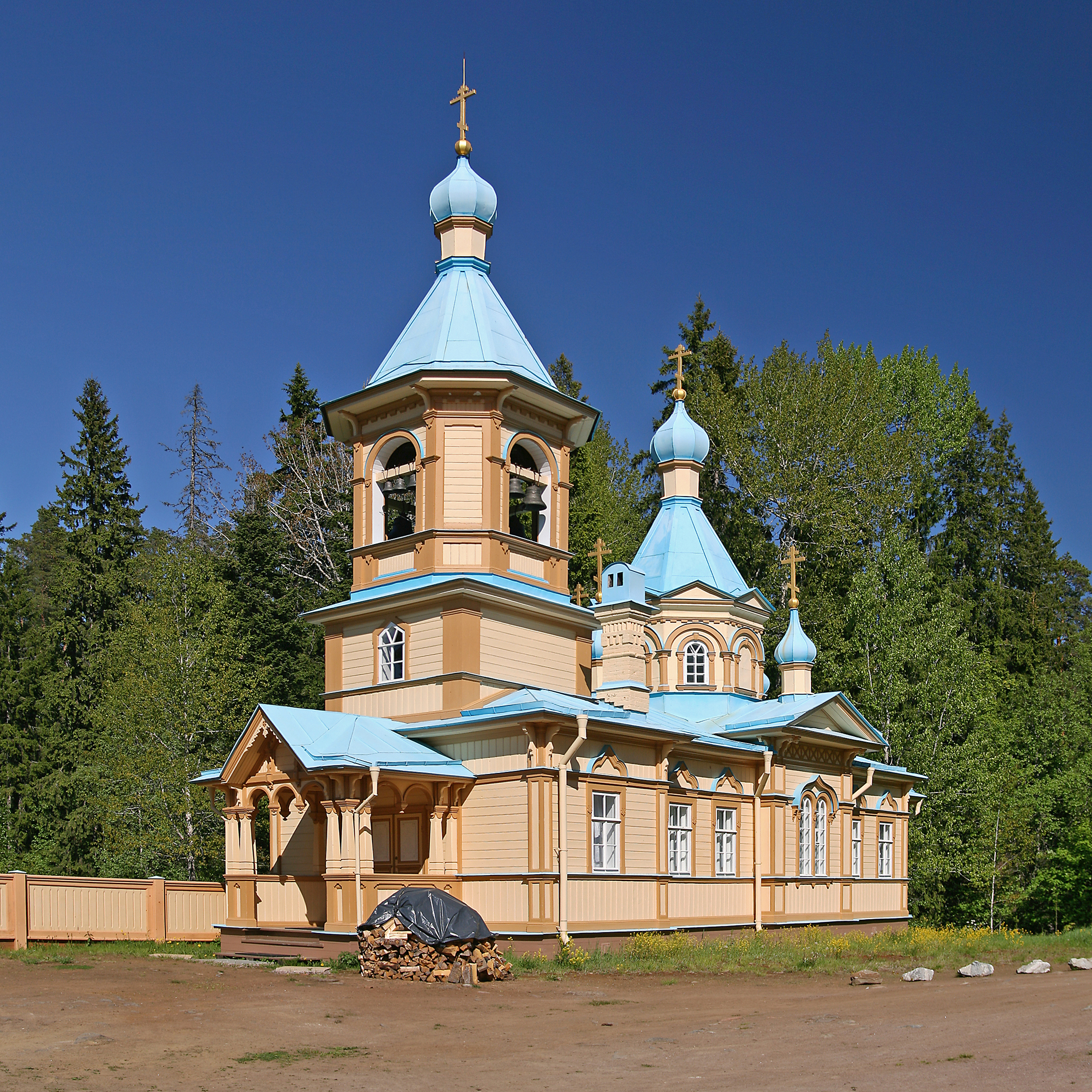
Église de la Dormition de la Théotokos.
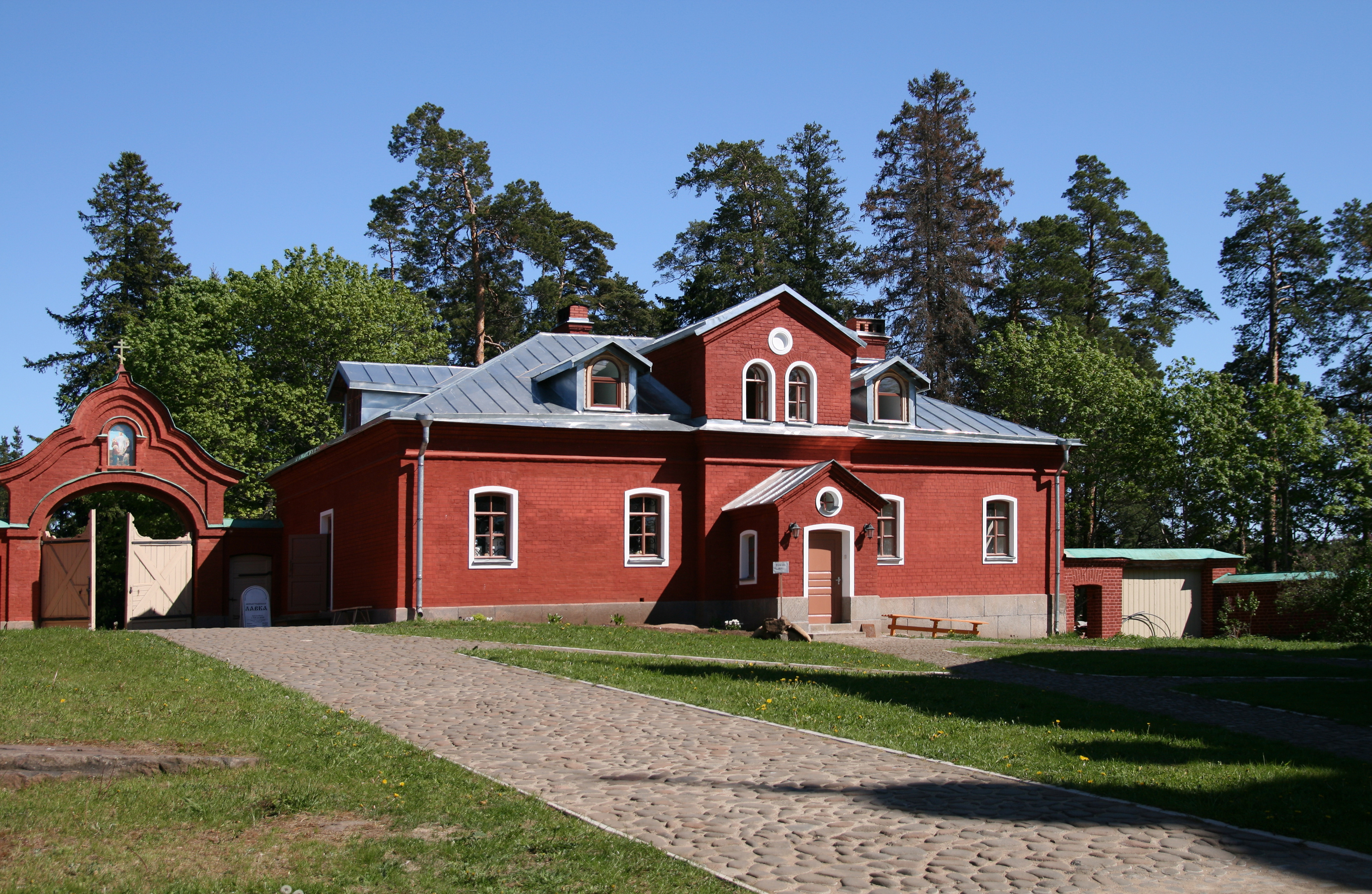
Skite de la Résurrection.

### Filmographie
- Valaam, l'archipel des moines Documentaire en français sur le monastère de Valaam, et la vie quotidienne des moines.
- Valaam, l'enchantement des Pâques russes, (reportage arte) : http://www.tv-replay.fr/27-03-16/valaam-l-enchantement-des-paques-russes-arte-11491471.html